# René Bondoux
René Henri Georges Bondoux (* 26. Mai 1905 in Bar-sur-Seine; † 6. Mai 2001 in Neuilly-sur-Seine) war ein französischer Florettfechter.

## Leben
René Bondoux wurde 1935 in Lausanne mit der Mannschaft Vizeweltmeister und nahm mit ihr an zwei Olympischen Spielen teil. 1932 in Los Angeles zog er mit der Mannschaft in die Finalrunde ein. Dort kam es zum Stechen gegen Italien und die Vereinigten Staaten, in dem sich Frankreich jeweils durchsetzte. Gemeinsam mit René Bougnol, Philippe Cattiau, Édward Gardère, René Lemoine und Jean Piot wurde er somit Olympiasieger. Die Olympischen Spiele 1936 in Berlin beendete er mit der Mannschaft auf dem Silberrang, nachdem sich die französische Equipe in der Finalrunde dieses Mal gegen Italien geschlagen geben musste.
Während des Zweiten Weltkrieges geriet Bondoux 1940 in deutsche Kriegsgefangenschaft, konnte aber nach Nordafrika fliehen, wo er fortan für die Forces françaises libres kämpfte. Er befehligte während der alliierten Invasion Südfrankreichs im August 1944 eine Panzerdivision. Als Stabsmitglied von General Jean de Lattre de Tassigny war er Zeitzeuge der Unterzeichnung der bedingungslosen Kapitulation der Wehrmacht. Nach dem Krieg arbeitete er als Rechtsanwalt. 1963 wurde er zum Vorsitzenden der Pariser Rechtsanwaltskammer gewählt.
1995 wurde Bondoux zum Großoffizier der Ehrenlegion ernannt. Er war ebenso Träger des Croix de guerre.